# 鬼作秀3
《鬼作秀3》（英語：Creepshow 3）是一部2006年美國喜劇恐怖片，是斯蒂芬·金和喬治·羅梅羅的恐怖多段式電影《鬼作秀》（1982年）和《鬼作秀2》（1987年）的續集，由安娜·克萊維爾和詹姆斯·杜德爾森執導並製作。本片由克里斯·艾倫、A·J·鮑恩、艾米特·馬克圭爾和史蒂芬妮·佩蒂主演。與前作一樣，這部電影是《艾丽斯》《收音機》《應召女郎》《教授的妻子》和《鬼狗》五个輕快恐怖故事的集合，不过這次沒有EC漫畫的角度。這部電影遭到評論家的嚴厲批評。

## 剧情

### 结构
與前兩部《鬼作秀》有恐怖漫画这一框架不同的是，《鬼作秀3》採用了類似昆汀·塔伦蒂诺《低俗小说》的手法，即每个故事中的人物在整部影片中相互影响。电影中还有一个热狗摊作为共同元素。热狗摊上的小册子、廣告和其他东西随处可见。

### 艾丽斯
艾丽斯·雅各布斯是個傲慢的青少年，她回家發現父親在擺弄某種萬能遙控器。每當他按下遙控器上的一個按鈕時，除了艾丽斯之外的全家人都會改變種族（即“色彩和色相設置”按鈕使她的家人變成非裔美国人，“字幕”按鈕使她的家人變成西班牙裔）。在此期間，艾丽斯逐漸變異成所謂的「真實形態」。
就在艾丽斯以為一切都恢復正常的時候，她的父親按下了另一個按鈕，露出了艾丽斯的真面目。她的家人一看到艾丽斯就驚呆了。故事的結尾是街那邊的瘋狂科學家戴頓教授用另一個遙控器把艾丽斯變成了一隻小白兔。這個故事中值得注意的是路易斯·卡羅《爱丽丝梦游仙境》的連結，有吸血鬼维克托出現在這個故事中。

### 收音機
杰里是一名兼職保全員，他從一個無家可歸的街頭小販那裡購買了一台收音機，因为他的舊收音機坏掉了；然而，這個神秘的新收音機卻非同尋常，可以與杰里對話。很快，杰里就開始偷錢、殺人，而這一切都是出於他的新收音機的突發奇想。
杰里與住在他大樓裡的一名性工作者一起逃跑後，收音机告訴杰里殺死這名性工作者，否則她就會殺了他。他拒絕这么做，还毀掉了收音機。緊接著，性工作者拿起了他留在車上的槍，将其击毙。但是，她刚把槍擦乾淨，就被爆头了。原来，槍手是與杰里住在同一棟大樓的皮條客。皮條客回到他的車上，这时又有一台收音機告訴皮條客去開始新的生活。
艾丽斯的父親雅各布斯警探也出現在這個故事中，調查各種謀殺案和正在發生的奇怪事件。殺手應召女郎蕾切爾以及《教授的妻子》中兩個男孩和皮条客也出現在這個故事中。

### 應召女郎
杀人不眨眼的應召女郎蕾切爾接到了一个名叫维克托的害羞男子的请求，这是她的新客户。蕾切爾以为他只是另一个容易受害的人。当蕾切爾到他家时，螢幕上閃現出一家人被謀殺、脖子被扯斷的場景，而且没有证据表明维克托住在这所房子里。
蕾切爾隨後把他铐在床上，刺向他的胸部，用枕頭捂住他的臉，然後快速洗了個澡。然後她不斷聽到维克托的聲音說“你殺了我”。蕾切爾拿走枕頭，看到了一個長著大牙的可怕生物。原来，维克托是個真正的吸血鬼。他殺死了蕾切爾，並將她和他早先殺死的房主一起吊在房間裡。血液開始以一種奇怪的方式流下她的脖子，這表明她也將成為吸血鬼。《教授的妻子》中的兩個年輕人和《收音機》中的皮條客出現在這個片段中。

### 教授的妻子
兩名以前的學生來拜訪戴頓教授，會見他的未婚妻凱茜。由於過去曾被教授惡作劇所捉弄，两人懷疑凱茜實際上是個机器人，據說這位教授在過去20年裡一直在他的实验室裡研究這個機器人。她的行為也像機器人一樣，不吃不喝，這進一步表明她可能是機械的。
當教授外出時，他們決定拆開凱茜，看看她的內部是什麼樣子。令他們驚恐的是，凱茜其实是個人，而且是个郵購新娘。教授後來從無家可歸的街頭小販那裡購買了一套「高級」巫毒套件，以便在婚礼前及時讓凱茜恢復原樣。
殺手應召女郎蕾切爾在這個故事中短暫出現。

### 鬼狗
法韋爾是一位殘忍又吝嗇的医生，他正在一家免費診所接受法院判處的30天監禁，在那裡他對病人非常無禮且粗魯。他甚至對一個患有腦瘤的年輕女孩毫無同情心，還嘲笑一位即將失明的老婦。有一天，他買了一份熱狗。
法韋爾医生不小心把熱狗掉到了地上。他決定把髒熱狗送給一個一直找他要零錢的街友。街友咬了一口後就死了，变鬼后又回來缠着这位殘忍的醫生。故事的結尾是醫生因撞见太多次鬼而心肌梗死。《應召女郎》中的维克托也出現在這個片段中，他似乎與法韋爾医生相互勾結。在整個片段中，经常可以聽到街友對法韋爾医生嘀咕“謝謝你的好狗”，模仿《鬼作秀2·搭便車的人》的桥段。《艾丽斯》中的西班牙裔女子也在這個故事中出現。

### 尾聲
原来，街頭小販/街友在《教授的妻子》中從戴頓教授那裡得到了兩台收音機。故事結束後，戴頓教授與他復活的妻子（她在《教授的妻子》中遭謀殺後被包紮起來）參加了婚禮，周圍有一大群人。后来戴頓教授和妻子開車離開。艾丽斯的媽媽說艾丽斯在婚禮當天會看起來非常漂亮，她的家人也同意，这时艾丽斯以兔子形態出现在戴頓教授汽車的後座上。牧师问卡萝尔的丈夫卡萝尔怎么样了，得到的回答是她一点都不好，仍然以为她有一个叫艾丽斯的女儿。他轉過身來，透露自己其实一直都是鬼（形似《鬼作秀2》中的版本）。